# Gerichtshof der Republik

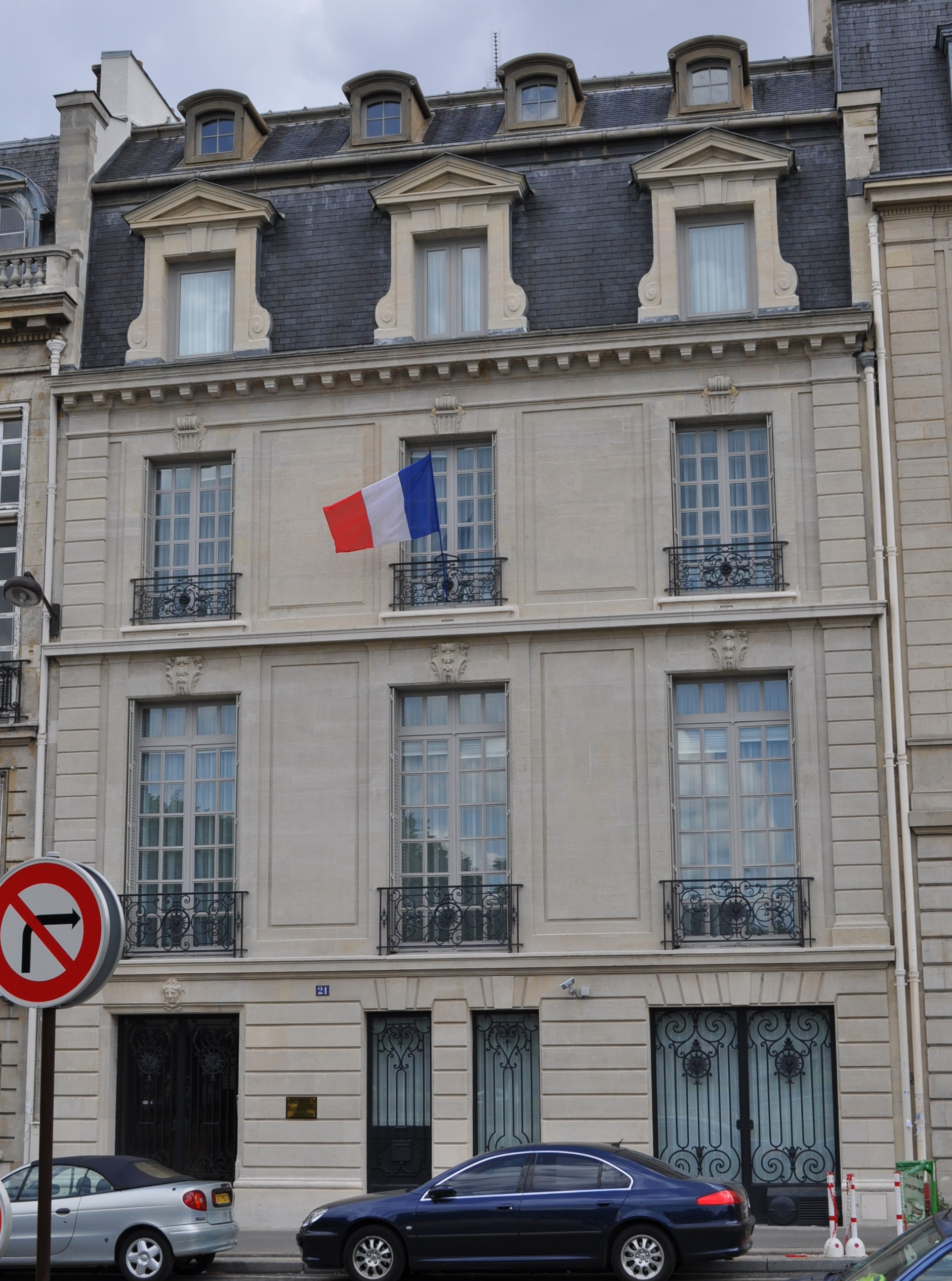
Gebäude des Gerichtshofs in Paris

Der Gerichtshof der Republik (französisch Cour de justice de la République, CJR) ist ein französisches Gericht, das ausschließlich über die Verfehlungen französischer Minister in Ausübung ihres Amtes urteilt.
Der CJR wurde während der Präsidentschaft von François Mitterrand durch verfassungsänderndes Gesetz (Art. 68-1 und 68-2 der Verfassung) am 27. Juli 1993 geschaffen. In diesem Jahr wurden europaweit Infektionen durch HIV-kontaminierte Blutprodukte bekannt und auch der ehemalige Premierminister Laurent Fabius sollte zur Verantwortung gezogen werden.
Der Gerichtshof setzt sich aus 15 Richtern zusammen; drei davon, darunter der Vorsitzende, kommen vom höchsten Gericht, dem Kassationshof, zwölf sind Politiker. Sechs werden von der Nationalversammlung aus deren Mitte gewählt, sechs vom Senat aus dessen Mitte. Präsidentin ist zurzeit Martine Ract-Madoux; ihr Vorgänger war Henri-Claude Le Gall.
Jeder geschädigte Bürger kann das Gericht anrufen. Er wendet sich dazu an einen Ausschuss (Commission des requêtes), der aus sieben Richtern von Kassationshof, Conseil d’État und dem Cour des comptes besteht. Hier bereits kann das Verfahren eingestellt werden.
Im zweiten Schritt gelangt der Fall an eine weitere Instanz, die commission d'instruction aus drei Richtern. Erst danach kann der Fall dem Gerichtshof übergeben werden.
Seit 1993 kam es zu zahlreichen Anzeigen, jedoch nur zu wenigen Verurteilungen. Die Verfahren kamen jeweils erst nach Jahren zustande. Laurent Fabius wurde beispielsweise erst 1999, nach sechs Jahren, freigesprochen.